# Generalna Konferencja Miar
I Generalna Konferencja Miar z 26 września 1889 r. ustaliła (obowiązującą do 1960 r.) definicję metra jako odległości w temperaturze 0 °C i przy normalnym ciśnieniu atmosferycznym między dwiema głównymi kreskami na platynowoirydowym wzorcu, złożonym w Międzynarodowym Biurze Miar w Sèvres pod Paryżem, oraz definicję i wzorzec kilograma.
IX Generalna Konferencja Miar w 1948 r. rozpisała ankietę dotyczącą wprowadzenia nowego układu jednostek miar (po szeregu krytycznych studiów na temat dotychczasowego ograniczonego układu MKS) -- w szczególności miano wybrać czwartą jednostkę podstawową, dla pomiaru wielkości elektrycznych, spośród sześciu zaproponowanych. Po analizie efektów ankiety wybrała ampera jako czwartą jednostkę podstawową układu  i  ustaliła jego definicję. Wprowadziła (obowiązującą do 1979 r., z drobną poprawką) definicję kandeli.
X Generalna Konferencja Miar w 1954 r. ustanowiła sześć jednostek podstawowych (metr, kilogram, sekunda, amper, kandela, stopień Kelvina), i zobowiązała się do zapewnienia spójności jednostek układu. Ustaliła definicję stopnia Kelvina (nazwa zmieniona w 1967 r.). Wprowadziła definicję jednostki ciśnienia – atmosfery fizycznej.
XI Generalna Konferencja Miar w Paryżu w październiku 1960 r. uznała stosowany układ jednostek miar oparty na sześciu jednostkach podstawowych  za  'międzynarodowy układ jednostek miar', wprowadzając dlań skrót SI (Système International d'Unités). Zatwierdziła (obowiązującą do roku 1967) definicję sekundy (używaną obecnie do celów astronomicznych jako 1/31 556 925,9747 część roku zwrotnikowego 1900 stycznia 0 godzina 12:00, czasu efemeryd). Przyjęła nową (obowiązującą do 1983 r.) definicję metra, równego odtąd 1 659 763,73 długości fali promieniowania w próżni powstałego przy przejściu między poziomami 2p10 a 5d5 atomu 86Kr (kryptonu 86). Wprowadzono oficjalne  przedrostki.
XII Generalna Konferencja Miar w 1964 r. rozbudowała tabelę nazw krotności dziesiętnych.
XIII Generalna Konferencja Miar w październiku 1967 r. wprowadziła nową nazwę jednostki temperatury – kelwin i drobną poprawkę w jego definicji. Przyjęła nową (obecnie obowiązującą) definicję sekundy, opartą na wzorcu odtwarzalnym w warunkach laboratoryjnych. Wprowadziła przeliczenie jednostki ciśnienia atmosfery fizycznej na jednostki SI. Wprowadziła drobną poprawkę w definicji kandeli, uwzględniającą to przeliczenie.
XIV Generalna Konferencja Miar w październiku 1971 r. wprowadziła do układu SI, jako jego siódmą jednostkę podstawową, jednostkę ilości (liczności) substancji mol, i przyjęła jej (obecnie obowiązującą) definicję. Zatwierdziła nową nazwę jednostki ciśnienia – paskal.
XV Generalna Konferencja Miar w maju/czerwcu 1975 r. rozbudowała tabelę nazw krotności dziesiętnych. Zdefiniowała grej i bekerel.
XVI Generalna Konferencja Miar w październiku 1979 r. przyjęła nową (obecnie obowiązującą) definicję kandeli.
XVII Generalna Konferencja Miar w październiku 1983 r. przyjęła (21 X) nową (obecnie obowiązującą) definicję metra.
XVIII Generalna Konferencja Miar w październiku 1987 r. rozpoczęła prace przygotowawcze do opracowania nowych definicji i wzorców ampera i kilograma.
XIX Generalna Konferencja Miar we wrześniu/październiku 1991 r. rozbudowała tabelę nazw krotności dziesiętnych.
XX Generalna Konferencja Miar w październiku 1995 r. zlikwidowała odrębną kategorię jednostek uzupełniających i włączyła je (tzn. radian i steradian) do kategorii jednostek pochodnych.
XXI Generalna Konferencja Miar w październiku 1999 r. wprowadziła jako jednostkę pochodną katal.
XXVI Generalna Konferencja Miar w listopadzie 2018 r. – redefinicja układu SI. Państwa, sygnatariusze Konwencji Metrycznej, jednogłośnie przyjęły Pierwszą Rezolucję 26. CGPM, dotyczącą redefinicji podstawowych jednostek Międzynarodowego Układu Jednostek Miar (SI). Przyjęcie rezolucji jest ukoronowaniem wieloletniej, pokojowej współpracy w dziedzinie metrologii państw z całego świata. Redefinicja, która wejdzie w życie dokładnie 20 maja 2019 roku sprawi, że nasze pomiary nie będą już dłużej opierać się na niestabilnych obiektach fizycznych. Jednym z najważniejszych postulatów w zakresie jednostek miar jest ich stabilność (niezmienność w czasie) oraz uniwersalność. Dzięki redefinicji postulat ten zostanie spełniony, wszystkie mierzalne wielkości we wszechświecie zostaną oparte na stabilnych i uniwersalnych prawach natury, wyrażonych przez stałe podstawowe. Gruntownej redefinicji ulegną cztery jednostki podstawowe:
- kilogram (podstawowa jednostka masy w SI, po redefinicji oparta będzie na wartości liczbowej stałej Plancka)
- kelwin (podstawowa jednostka temperatury termodynamicznej w SI, po redefinicji oparta będzie na wartości liczbowej stałej Boltzmanna)
- amper (podstawowa jednostka prądu elektrycznego w SI, po redefinicji oparta będzie na wartości liczbowej ładunku elementarnego)
- mol (podstawowa jednostka ilości substancji w SI, po redefinicji oparta będzie na wartości liczbowej stałej Avogadra)

Pozostałe trzy jednostki podstawowe już wcześniej oparte były na stałych podstawowych, jednak treść ich definicji również ulegnie zmianie, w taki sposób, aby po redefinicji wszystkie definicje jednostek podstawowych miały spójną budowę. Więcej informacji o istocie redefinicji oraz pełne brzmienie nowych definicji jednostek podstawowych można znaleźć na stronie Głównego Urzędu Miar
XXVII Generalna Konferencja Miar w listopadzie 2022 r. wprowadziła nowe przedrostki jednostek miary: ronna, quetta, ronto, quecto.

## Stałe podstawowe
| ∆νCs | 9 192 631 770 s-1                                                               |
| c    | 299 792 458 m s-1                                                               |
| h    | 6,626 070 15×10-34 J s (J s = kg m2 s-1)                                        |
| e    | 1,602 176 634×10-19 C (C = A s)                                                 |
| k    | 1,380 649×10-23J K-1 (J K-1 = kg m2 s-2 K-1)                                    |
| NA   | 6,022 140 76×1023 mol-1                                                         |
| Kcd  | 683 lm W-1 (dla monochromatycznego promieniowania o częstotliwości 540×1012 Hz) |

## Jednostki
| 1 s   | 9 192 631 770/∆νCs                                           |
| 1 m   | (c/299 792 458) s ≈ 30,663 319 c/∆νCs                        |
| 1 kg  | (h/6,626 070 15×10-34) s m-2 ≈ 1,475 521... ×1040 h ∆νCs c-2 |
| 1 A   | (e/1,602 176 634×10-19) s-1 ≈ 6,789 687×108 ∆νCs e           |
| 1 K   | (1,380 649×10-23/k) kg m2 s-2 ≈ 2,226 6653 ∆νCs h k-1        |
| 1 mol | 6,022 140 76×1023 NA-1                                       |
| 1 cd  | (Kcd/683) kg m2 s-3 sr-1 ≈2,614 830×1010 (∆νCs)2 h Kcd       |

Informacje na temat redefinicji SI są też dostępne na stronie BIPM.